# Samaritanisme
El samaritanisme és la religió abrahàmica, monoteista i ètnica del poble samarità, un grup etnoreligiós que, juntament amb els jueus, prové dels antics israelites. El seu text sagrat central és el Pentateuc samarità, que els samaritans creuen que és la versió original i sense canvis de la Torà.
Els samaritans descriuen la seva religió com la santa fe que va començar amb Moisès, sense canvis al llarg dels mil·lennis que han passat. Els samaritans creuen que la Torà jueva i el judaisme s'han corromput pel temps i ja no compleixen els deures que Déu va ordenar als israelites al mont Sinaí. El lloc més sagrat per als samaritans en la seva fe és el mont Gerizim, prop de Nablus, mentre que els jueus veuen el mont del Temple a Jerusalem com el lloc més sagrat.